# Miguel Baldris
Miguel Baldris (né le 30 janvier 1968 à Montréal au Québec au Canada) est un joueur espagnol et canadien de hockey sur glace.

## Carrière
Miguel commence sa carrière en 1985 dans la LHJMQ avec les Cataractes de Shawinigan, puis, l'année suivante, il se joint aux Castors de Saint-Jean avec qui ils jouent 2 saisons et c'est avec cette équipe que Miguel atteint le plateau des 200 matchs dans cette ligue. Dès 1990, il joue en Espagne pour le Club Hielo Jaca puis l'année suivante avec le FC Barcelone.
En 1994, il commence à jouer en France avec les Ducs d'Angers où il joua 4 ans. L'année suivante, il commença à jouer avec le Club Hielo Jaca dans la Superligua Española où il joue encore, 7 saisons plus tard.

## Trophée et honneurs personnels
- 1994 : Joueur le plus pénalisé du championnat du monde de hockey sur glace 1994 C2

## Statistiques
| Saison    | Équipe                   | Ligue               |                            | Saison régulière           | Saison régulière           | Saison régulière           | Saison régulière           | Saison régulière           |                            | Séries éliminatoires       | Séries éliminatoires       | Séries éliminatoires       | Séries éliminatoires | Séries éliminatoires |
| Saison    | Équipe                   | Ligue               | PJ                         | B                          | A                          | Pts                        | Pun                        | PJ                         | B                          | A                          | Pts                        | Pun                        |                      |                      |
| 1985-1986 | Cataractes de Shawinigan | LHJMQ               | 67                         | 2                          | 30                         | 32                         | 101                        | 5                          | 0                          | 0                          | 0                          | 0                          |                      |                      |
| 1986-1987 | Castors de Saint-Jean    | LHJMQ               | 67                         | 7                          | 34                         | 41                         | 72                         | 8                          | 0                          | 0                          | 0                          | 9                          |                      |                      |
| 1987-1988 | Castors de Saint-Jean    | LHJMQ               | 69                         | 5                          | 34                         | 39                         | 136                        | 7                          | 2                          | 1                          | 3                          | 10                         |                      |                      |
| 1990-1991 | Club Hielo Jaca          | Superligua Española | Statistiques indisponibles | Statistiques indisponibles | Statistiques indisponibles | Statistiques indisponibles | Statistiques indisponibles | Statistiques indisponibles | Statistiques indisponibles | Statistiques indisponibles | Statistiques indisponibles | Statistiques indisponibles |                      |                      |
| 1991-1992 | FC Barcelone             | Superligua Española | 16                         | 23                         | 15                         | 38                         | -                          | -                          | -                          | -                          | -                          | -                          |                      |                      |
| 1994-1995 | Ducs d'Angers            | Ligue Magnus        | 27                         | 7                          | 8                          | 15                         | 99                         | 6                          | 0                          | 2                          | 2                          | 2                          |                      |                      |
| 1995-1996 | Ducs d'Angers            | Ligue Magnus        | 23                         | 2                          | 7                          | 9                          | 44                         | 6                          | 0                          | 1                          | 1                          | 4                          |                      |                      |
| 1996-1997 | Ducs d'Angers            | Ligue Magnus        | 11                         | 2                          | 3                          | 5                          | 30                         | 9                          | 0                          | 0                          | 0                          | 10                         |                      |                      |
| 1997-1998 | Orques d'Anglet          | Ligue Magnus        | 35                         | 2                          | 8                          | 10                         | 60                         | --                         | --                         | --                         | --                         | --                         |                      |                      |
| 1998-1999 | Club Hielo Jaca          | Superligua Española | Statistiques indisponibles | Statistiques indisponibles | Statistiques indisponibles | Statistiques indisponibles | Statistiques indisponibles | Statistiques indisponibles | Statistiques indisponibles | Statistiques indisponibles | Statistiques indisponibles | Statistiques indisponibles |                      |                      |
| 1999-2000 | Club Hielo Jaca          | Superligua Española | Statistiques indisponibles | Statistiques indisponibles | Statistiques indisponibles | Statistiques indisponibles | Statistiques indisponibles | Statistiques indisponibles | Statistiques indisponibles | Statistiques indisponibles | Statistiques indisponibles | Statistiques indisponibles |                      |                      |
| 2000-2001 | Club Hielo Jaca          | Superligua Española | Statistiques indisponibles | Statistiques indisponibles | Statistiques indisponibles | Statistiques indisponibles | Statistiques indisponibles | Statistiques indisponibles | Statistiques indisponibles | Statistiques indisponibles | Statistiques indisponibles | Statistiques indisponibles |                      |                      |
| 2001-2002 | Club Hielo Jaca          | Superligua Española | Statistiques indisponibles | Statistiques indisponibles | Statistiques indisponibles | Statistiques indisponibles | Statistiques indisponibles | Statistiques indisponibles | Statistiques indisponibles | Statistiques indisponibles | Statistiques indisponibles | Statistiques indisponibles |                      |                      |
| 2002-2003 | Club Hielo Jaca          | Superligua Española | Statistiques indisponibles | Statistiques indisponibles | Statistiques indisponibles | Statistiques indisponibles | Statistiques indisponibles | Statistiques indisponibles | Statistiques indisponibles | Statistiques indisponibles | Statistiques indisponibles | Statistiques indisponibles |                      |                      |
| 2004-2005 | Club Hielo Jaca          | Superligua Española | Statistiques indisponibles | Statistiques indisponibles | Statistiques indisponibles | Statistiques indisponibles | Statistiques indisponibles | Statistiques indisponibles | Statistiques indisponibles | Statistiques indisponibles | Statistiques indisponibles | Statistiques indisponibles |                      |                      |
| 2010-2011 | Club Hielo Jaca          | Superligua Española | 1                          | 0                          | 0                          | 0                          | 6                          | -                          | -                          | -                          | -                          | -                          |                      |                      |